# Osmund Bopearachchi
Osmund Bopearachchi (1949) è uno storico e numismatico singalese, specializzatosi nella monetazione del regno indo-greco e greco-battriano.

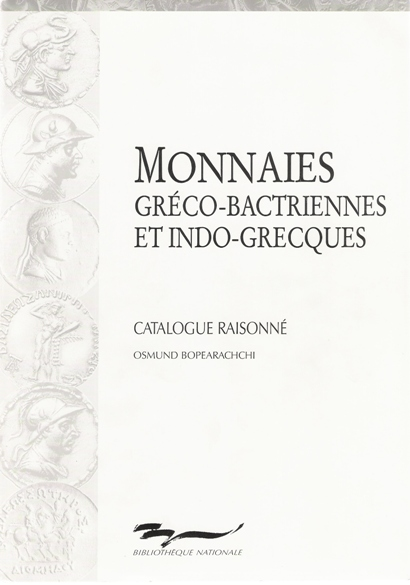
Monnaies Gréco-Bactriennes et Indo-Grecques, di Osmund Bopearachchi, 1991.

Originario dello Sri Lanka, ha completato i suoi studi in  Francia. Nel 1983 è entrato a far parte del gruppo del CNRS alla École normale supérieure per continuare  i suoi studi. Nel 1989 è diventato Chargé de Recherche al CNRS.
Nel 1991, Osmund Bopearachchi ha pubblicato un ampio lavoro sulla monetazione indo-greca e greco-battriana, Monnaies gréco-bactriennes et indo-grecques. Catalogue raisonné (400 pagine), che è diventato il riferimento in questo settore. 
Le sue conclusioni sono basate su un'estensiva analisi numismatica (posti di ritrovamenti, sovraconi, monogrammi, metallurgia, stili), scrittura classica e indiana ed evidenza epigrafica. Il testo ha ricevuto il Prix Mendel per la ricerca storica nel 1992 ed il "Bhagawanlal Indrajii Silver Medal" dall'Indian Coin Society, per "the best Indian Numismatic publication of the year" nel 1992.

## Pubblicazioni
- (FR)  Monnaies gréco-bactriennes et indo-grecques. Catalogue raisonné, Parigi, Bibliothèque Nationale de France, 1991. ISBN 2-7177-1825-7.
- (EN)  Pre-Kushana Coins in Pakistan (con Aman ur Rahman), Islamabad, IRM Associates, 1995, p. 237.